# Palestinské židovské kolonizační sdružení
Palestinské židovské kolonizační sdružení (v jidiš פאלעסטינע יידישע קאלאניזאציע אסאסיאציע‎, Palestine jidiše kolonizacje asosiacje; hebrejsky חברה להתיישבות יהודית בארץ–ישראל‎) bylo sdružení, které hrálo až do svého zániku v roce 1957 významnou roli při nákupu půdy pro židovské osídlení v Palestině a později ve Státě Izrael. Rovněž se zapojilo do výsadby lesů – z přibližně 80 000 dunamů lesů vysázených během Britského mandátu Palestina bylo přibližně 12 000 dunamů vysázeno právě sdružením.

## Historie
Židovské kolonizační sdružení založil v roce 1891 bavorský filantrop Maurice de Hirsch, aby pomohl Židům z Ruska a Rumunska usadit se v Argentině. Maurice de Hirsch zemřel v roce 1896 a poté začalo Židovské kolonizační sdružení pomáhat také židovskému osídlení v Palestině. Koncem roku 1899 převedl Edmond James de Rothschild na Židovské kolonizační sdružení vlastnické právo ke svým koloniím v Palestině a patnáct milionů franků. V roce 1924 byla pobočka Židovského kolonizačního sdružení zabývající se koloniemi v Palestině Edmondem Jamesem de Rotschildem reorganizována na Palestinské židovské kolonizační sdružení pod vedením jeho syna Jamese Armanda de Rothschilda.
Po nepokojích v Palestině v roce 1929 pomáhalo Palestinské židovské kolonizační sdružení obnovovat poškozené zemědělské kolonie.
James Armand de Rothschild, který zemřel v roce 1957, ve své závěti nařídil, aby Palestinské židovské kolonizační sdružení převedlo většinu své půdy ve Státě Izrael na Židovský národní fond. Dne 31. prosince 1958 Palestinské židovské kolonizační sdružení souhlasilo s tím, že převede své právo na pozemky v Sýrii a Libanonu na Stát Izrael.